# Cidadela de Râșnov

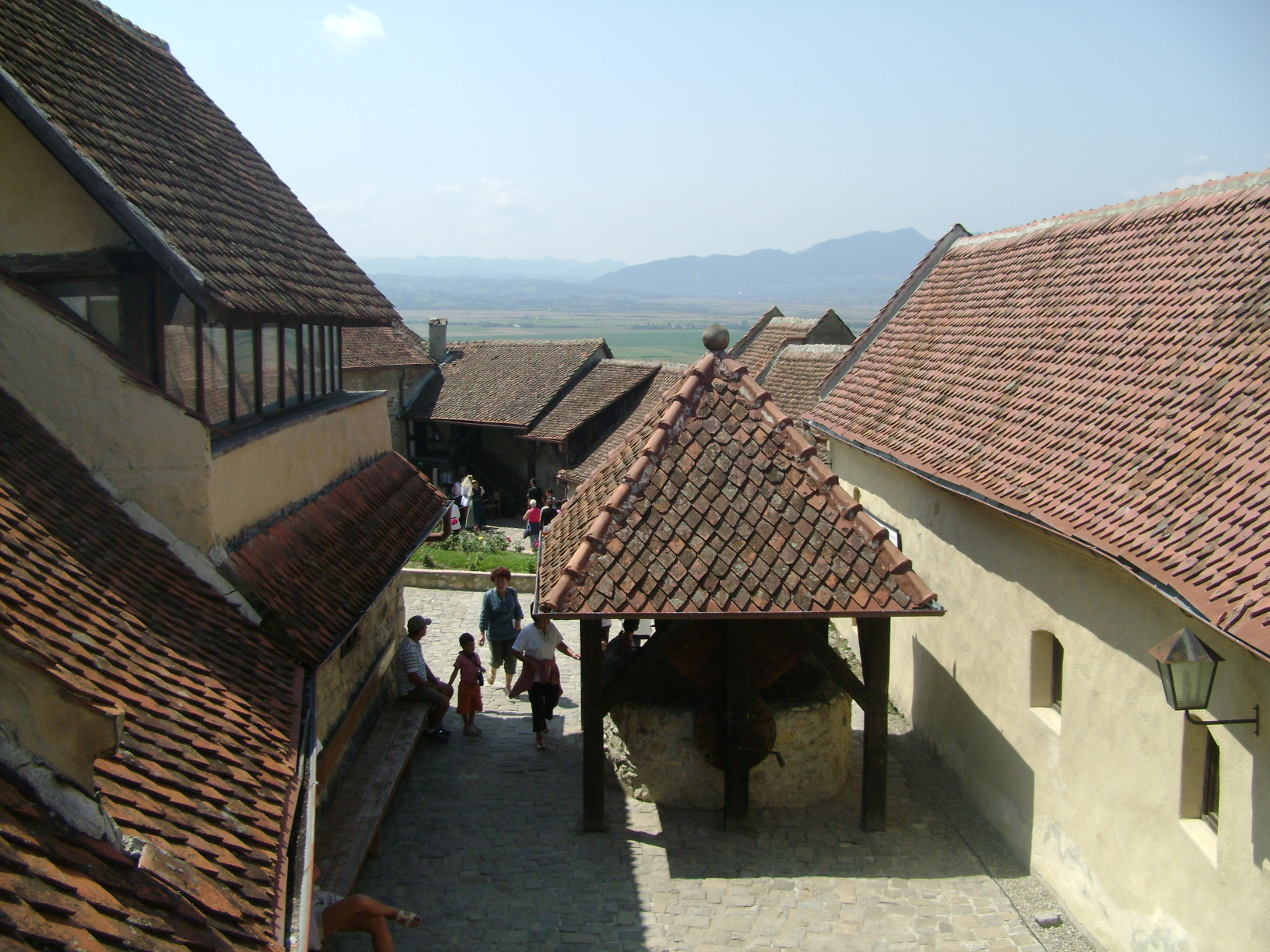
O poço associado a uma lenda

A Cidadela de Râșnov (em romeno: Cetatea Râșnov; em alemão: Rosenauer Burg), chamado no passado Cetatea Țărănească, é um monumento histórico da Roménia, situado na cidade de Râșnov, distrito de Brașov, região histórica da Transilvânia, perto de Brașov. Foi construída entre 1211 e 1225.
Foi construída como parte de um sistema defesa das aldeias da Transilvânia expostas a riscos de invasão estrangeira. Um aspeto decisivo na escolha do local da cidadela foi situar-se na rota dos exércitos invasores, que, depois de cruzarem o passo de Bran, se dirigiam para Burzenland (Țara Bârsei). Quando ocorriam invasões, o único local seguro para os habitantes da região, incluindo as localidades de Cristian e de Ghimbav, era a cidadela. Forçados a ficar lá durante décadas, os habitantes de Râșnov de das aldeias vizinhas transformaram a fortaleza na sua residência.
Na cidadela funciona um museu dito de arte feudal, onde são apresentados aspetos da história local, costumes e artesanato da região, além de objetos e armas.

## História
Estudos arqueológicos revelaram a existência de fortificações na colina da cidadela que remontam à Pré-história e ao período dácio. Apesar de não haver provas disso, é usual considerar-se que a cidadela medieval foi construída entre 1211 e 1225, quando Burzenland estava sob o domínio dos Cavaleiros Teutónicos. Em 1335, durante uma incursão de tártaros que devastaram Burzenland, as cidadelas de Râșnov e Brașovia foram as únicas que não foram conquistadas. É dessa época a primeira menção histórica da fortaleza de Râșnov.
Em 1421 ocorreu o primeiro cerco otomano. Em 1600, o príncipe da Valáquia Miguel, o Valente retirou-se para a cidadela com a sua esposa e as suas tropas depois de ter sido derrotado em Mirăslău. A cidadela foi conquistada apenas uma vez, durante o reinado do príncipe Gabriel Báthory, em 1612. A queda foi causada pela falta de água devido à descberta do caminho secreto para uma nascente por tropas inimigas. Entre 1623 e 1642 foi escavado um poço com 146 metros de profundidade para resolver o problema da falta de água no interior da cidadela. Em 1725, a cidadela foi parcialmente destruída por um fogo e em 1802 foi danificada por um sismo.
Em 1821, alguns rebeldes da Revolução na Valáquia liderada por Tudor Vladimirescu refugiaram-se na cidadela. Entre 1848 e 1849, por Râșnov passaram várias vezes milícias revolucionárias húngaras e tropas imperiais austríacas, o que levou os aldeões a procurarem refúgio na cidadela. Esta foi a última vez que a fortaleza foi usada como local de refúgio e de defesa. Em 1850, devido à situação política e à diminuição do papel defensivo da cidadela, ela foi abandonada, caindo em ruínas. Nela só ficou um guarda, que deveria alertar para fogos tocando um sino. A fortaleza foi restaurada pela primeira vez entre 1955 e 1956.

### Lenda do poço
A inexistência duma nascente de água dentro do recinto limitou a resistência a cercos de longa duração, pelo que em 1623 se decidiu escavar um poço no solo rochoso. Segundo a lenda, durante um cerco os habitantes obrigaram dois turcos a escavarem um poço no meio da cidadela em troca da sua libertação. Os prisioneiros escavarm durante 17 anos, durante os quais escreveram versículos do Alcorão nas paredes do poço que ainda hoje podem ser vistos. O destino dos prisioneiros é desconhecido; segundo algumas versões da lenda, eles foram libertados, segundo outras, foram mortos. O poço foi usado até 1850, quando foi abandonado devido a uma roda do cabrestante se ter partido.
Os habitantes mais velhos de Râșnov acreditam que no fundo do poço está um tesouro com pelo menos 300 anos. No entanto, recentemente espeleólogos exploraram o poço e não encontraram quaisquer vestígios de tal tesouro.

## Arquitetura

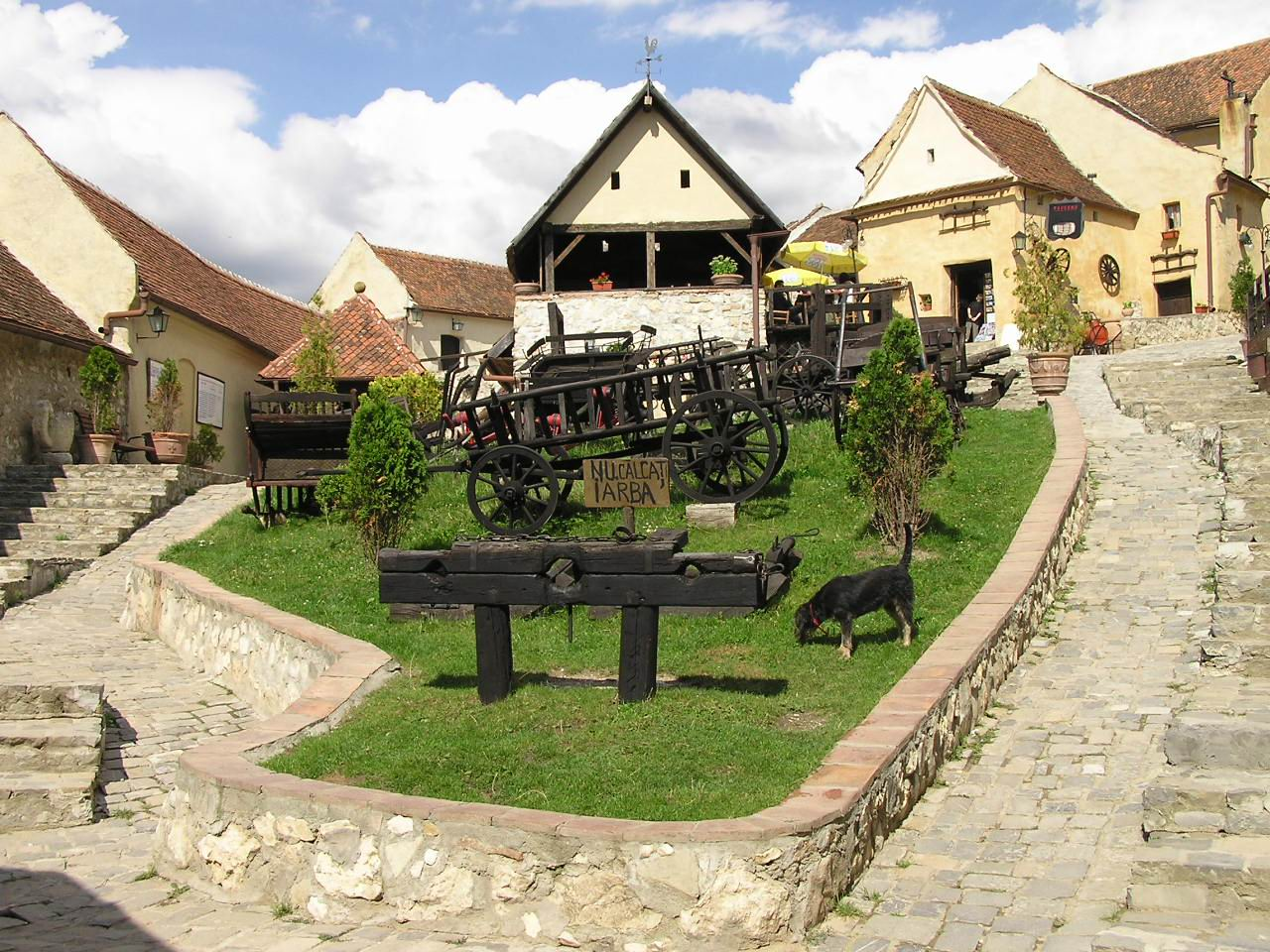
Interior da cidadela

O estilo arquitetónico da cidadela é simples, similar ao das casas comuns do seu tempo, adaptado para responder aos requisitos de fortificação. Os camponeses usaram pedras e tijolos para construir as paredes e madeira para as portas e chão. A torres e muralhas são cobertas por telhas, para evitar o fogo dos sitiantes. As muralhas têm cinco metros de altura e a espessura chega aos 1,5 m na parte sul, onde são mais espessas.
A cidadela tem dois pátios. O mais exterior situa-se em frente da muralha oriental, é limitado por uma muralha fortificada e tem uma torre quadrada. A área de habitação concentrava-se junto ao pátio mais interior, que estava melhor protegido por muralhas e torres. O pátio interior tem pavimento de pedra. Nessa área conservam-se as ruínas duma escola, duma capela e mais de trinta casas que eram usadas com refúgio dos aldeões e dos seus bens.
Nos lados sul, oeste e norte a cidadela está naturalmente protegida por escarpas a pique com 150 m de altura, muito difíceis de escalar. Toda a parte superior do recinto era defendida por torres exteriores, concentradas nos lados norte e oeste. Devido à sua forma em U e há existência de menos obstáculos naturais, o lado oriental da cidadela era mais vulnerável. Para reforçar a sua defesa, é nesse lado que as fortificações são mais pesadas. Os lados oriental, ocidental e norte são protegidos por uma galeria contínua de dois fortes e sete torres. No lado sul, onde a escarpa é mais abrupta, há apenas duas torres.